# 27. јул
27. јул (27.07.) је 208. дан године по грегоријанском календару (209. у преступној години). До краја године има још 157 дана.

## Догађаји
- 1189 — Велики жупан Стефан Немања угостио је у Нишу немачког цара Фридриха I Барбаросу на његовом пропутовању кроз Србију у Трећем крсташком рату, и понудио му савез против Византије.
- 1214 — Филип II Август је у бици код Бувина поразио удружене војске Светог римског царства, Енглеске и Фландрије, чиме је срушено Анжујско царство Јована без Земље.
- 1794 — Национални конвент је наредио хапшење и погубљење вође Владавине терора Максимилијана Робеспјера након што је позвао на погубљење више од 17.000 „непријатеља Француске револуције“.
- 1540 — Под оптужбом за велеиздају, погубљен је Томас Кромвел, главни саветник енглеског краља Хенрија VIII.
- 1675 — У бици код Сазбаха, у Холандском рату, погинуо је француски војсковођа Анри Тирен, командант француске војске у Тридесетогодишњем рату.
- 1789 — Конгрес САД основао је Одељење за спољне послове, које је касније постало Стејт департмент.
- 1830 — У Француској је избила тродневна „Јулска револуција“ изазвана одлуком краља Шарла X Бурбонског да укине слободу штампе, распусти тек изабрану скупштину и промени изборни закон. Краљ је абдицирао и емигрирао у Шкотску.
- 1839 — Почео је Први опијумски рат Кине и Велике Британије када су кинеске власти у луци у Кантону заплениле и уништиле 20.000 сандука опијума.
- 1874 — У Крагујевцу је покренут лист „Глас јавности“, гласило социјалиста Светозара Марковића.
- 1921 — Канадски лекари Фредерик Грант Бентинг и Чарлс Бест изоловали су инсулин, што је убрзо омогућило ефикасно лечење дотад смртоносне шећерне болести.
- 1941 — Нападом герилских одреда под вођством комуниста на Срб, Дрвар и Босанско Грахово почео је организовани устанак у Босни и Херцеговини и Хрватској.
- 1950 — Отворена је прва деоница аутопута Братство и јединство Загреб-Београд дужине 382 km.
- 1953 — У Панмунџому је потписан споразум о примирју у Корејском рату, чиме је окончан трогодишњи рат у којем је погинуло 1,6 милиона Корејаца и Кинеза и преко 118.000 припадника трупа УН.
- 1954 — Велика Британија и Египат постигли су споразум о окончању 72-годишње британске контроле над Суецким каналом.
- 1955 — Аустрија је обновила државни суверенитет пошто су земљу након 17 година напустиле стране трупе - немачке по завршетку Другог светског рата, а савезничке 10 година касније.
- 1985 — У државном удару у Уганди свргнут је председник Милтон Аполо Оботе, који је био шеф државе од 1966. до 1971, када га је оборио Иди Амин Дада. Други пут је постао председник 1979.
- 1989 — Кристер Петерсон проглашен је кривим и осуђен на доживотну робију због убиства шведског премијера Олофа Палмеа 1986. Он је касније ослобођен, а убиство је остало неразјашњено.
- 1990 — Белорусија је прогласила независност од тадашњег Совјетског Савеза.
- 1996 — Током Олимпијских игара у Атланти експлодирала је бомба у забавном парку. Погинуло је двоје и рањено 110 људи.
- 1998 — Бивша стажисткиња у Белој кући, Моника Луински дала је прву изјаву истражитељима и тиме прекинула шестомесечну ћутњу у вези са љубавном афером са америчким председником Билом Клинтоном.
- 2001 — САД су продужиле санкције Ирану и Либији на још пет година.
- 2007 — У селу Јабуковац надомак Неготина, 39-годишњи мештанин села Никола Радосављевић, наоружан ловачком пушком, убио девет а теже ранио двоје особа. После злочина покушао самоубиство, али је спречен и ухапшен.

## Рођења
- 1824 — Александар Дима Син, француски књижевник и драматург. (прем. 1895)
- 1835 — Ђозуе Кардучи, италијански песник, писац и књижевни критичар, добитник Нобелове награде за књижевност (1906). (прем. 1907)
- 1872 — Станислав Бинички, српски композитор и диригент. (прем. 1942)
- 1904 — Људмила Руденко, совјетска шахисткиња. (прем. 1986)
- 1907 — Петар Лубарда, југословенски сликар. (прем. 1974)[1] [2]
- 1935 — Ђорђе Ненадовић, српски глумац и радијски водитељ. (прем. 2019)
- 1937 — Мирко Марјановић, српски политичар и привредник, премијер Србије (1994—2000). (прем. 2006)
- 1938 — Изабел Обре, француска певачица.
- 1946 — Раде Шербеџија, хрватски и српски глумац, редитељ и музичар.[3]
- 1949 — Владан Батић, српски правник и политичар, оснивач и први председник Демохришћанске странке Србије. (прем. 2010)
- 1954 — Драган Тодорић, српски кошаркаш.
- 1957 — Ханси Милер, немачки фудбалер.
- 1963 — Горан Максимовић, српски стрелац.
- 1963 — Дони Јен, кинеско-хонгконшки глумац, мајстор борилачких вештина, редитељ и продуцент.
- 1965 — Хосе Луис Чилаверт, парагвајски фудбалски голман.
- 1968 — Марија Грација Кучинота, италијанска глумица.
- 1968 — Клиф Кертис, новозеландски глумац.
- 1968 — Џулијан Макман, аустралијски глумац. (прем. 2025)
- 1969 — Трипл Ејч, амерички рвач и глумац.
- 1970 — Николај Костер-Волдо, дански глумац, продуцент и сценариста.
- 1970 — Дејан Удовичић, српски ватерполиста и ватерполо тренер.
- 1972 — Маја Рудолф, америчка глумица, комичарка и музичарка.
- 1972 — Игор Ташевски, српски фудбалер.
- 1977 — Џонатан Рис Мајерс, ирски глумац.
- 1979 — Сидне Гову, француски фудбалер.
- 1984 — Тејлор Шилинг, америчка глумица.
- 1985 — Саша Ковачевић, српски певач.
- 1987 — Марек Хамшик, словачки фудбалер.
- 1990 — Индијана Еванс, аустралијска глумица и музичарка.
- 1993 — Џордан Лојд, амерички кошаркаш.
- 1994 — Филип Холендер, мађарски фудбалер.

## Смрти
- 916 — Климент Охридски, словенски просветитељ. (рођ. отприлике 840)
- 1815 — Сима Ненадовић, војвода Другог српског устанка. (рођ. 1793)
- 1841 — Михаил Јурјевич Љермонтов, руски писац. (рођ. 1814)[4]
- 1844 — Џон Далтон, енглески хемичар и физичар. (рођ. 1766)
- 1916 — Људевит Вуличевић (италијански: Lodovico Vulicevic), писац, есејиста (рођ. 1839)
- 1917 — Емил Теодор Кохер, швајцарски хирург, добитник Нобелове награде за медицину 1909. (рођ. 1841)
- 1931 — Август Форел, швајцарски лекар. (рођ. 1848)
- 1939 — Милица Јанковић, српска књижевница. (рођ. 1881)[5]
- 1967 — Вељко Петровић, српски писац. (рођ. 1884)
- 1970 — Антонио де Оливеира Салазар, португалски диктатор. (рођ. 1889)
- 1980 — Мохамед Реза Пахлави, ирански шах. (рођ. 1919)
- 1984 — Џејмс Мејсн, британски филмски и позоришни глумац. (рођ. 1909)
- 1998 — Златко Чајковски, југословенски и хрватски фудбалер тренер. (рођ. 1923)
- 2003 — Боб Хоуп, британско-амерички стендап комичар, глумац и певач. (рођ. 1903)[6]
- 2006 — Војислав Ђурић (историчар књижевности), је српски историчар књижевности, академик и универзитетски професор. (рођ. 1912)[7]

## Празници и дани сећања
- Српска православна црква слави
  - Свети апостол Акила
  - Преподобни Никодим фарисеј